# Cucubalus
Cucubalus es un género de plantas con flores con 100  especies descritas, perteneciente a la familia Caryophyllaceae. Natural del sur de Europa hasta Asia occidental.

## Descripción
Son plantas herbáceas de poca altura con hojas comestibles. Las flores hermafroditas con el cáliz en forma de tubo muy peculiar. Su polinización es por los insectos. 

## Taxonomía
El género fue descrito por Carlos Linneo y publicado en Species Plantarum 1: 414. 1753. La especie tipo es: Cucubalus baccifer. L. Roth.

## Especies seleccionadas
- Cucubalus aegyptiacus
- Cucubalus alpestris
- Cucubalus alpinus
- Cucubalus angustifolius
- Cucubalus baccifer L.[3]